# Solar da Travessa Paraíso
O Solar da Travessa Paraíso é um palacete histórico construído no ano de 1820 localizado no município de Porto Alegre, capital do estado do Rio Grande do Sul.

## História
O Solar foi construído por volta de 1820, em um ponto do Morro Santa Teresa, na cidade Porto Alegre. O prédio é um dos últimos remanescentes da arquitetura colonial em Porto Alegre.
O Solar está localizado na Travessa Paraíso, número 71, no bairro Santa Teresa. A partir da 1930, abrigou várias famílias, tendo ficado abandonado entre as décadas de 1970 e 1990.

## Tombamento
Foi reconhecido como sítio arqueológico no ano de 1994, tendo sido tombado como patrimônio cultural pela prefeitura de Porto Alegre. No ano de 2000, após um longo processo de restauração, foi reinaugurado.

## Atualidade
Abriga atualmente a coordenação do festival de teatro "Porto Alegre em Cena".